# Българско военно гробище (Царево село)
Българското военно гробище в Царево село е устроено за 627 военнослужещи, загинали през Междусъюзническата война. През 1942 година по време на българското управление на града през Втората световна война е започната инициатива за събиране тленните останки на всички български войници в региона и построяване на общ паметник до старата църква. Събрани са 60 000 лева, но въпреки това паметникът не е завършен поради недостиг на средства и време.